# 창광거리
창광거리(蒼光거리, Changgwang Street)는 조선민주주의인민공화국의 수도 평양직할시 중구역의 도로이다. 이 거리는 보통문에서 시작되어 조선로동당 중앙위원회 청사, 창광유치원, 조선우표박물관, 고려호텔을 지나서 평양역까지 연결된다. 그외에도 조선로동당 간부들의 주택이 위치하는 등 중구역의 주요 중심가 역할을 하고 있다. 이름의 유래는 창광산에서 따왔으며, 이는 평양에서 자주 사용되는 흔한 이름이다. 1980년에 건설되어 1985년에 완공되었으며, 대략 4차선 정도 규모를 갖췄다.

## 주요 시설
- 조선로동당 중앙위원회 청사
- 창광유치원
- 조선우표박물관
- 고려호텔
- 평양역

## 사진

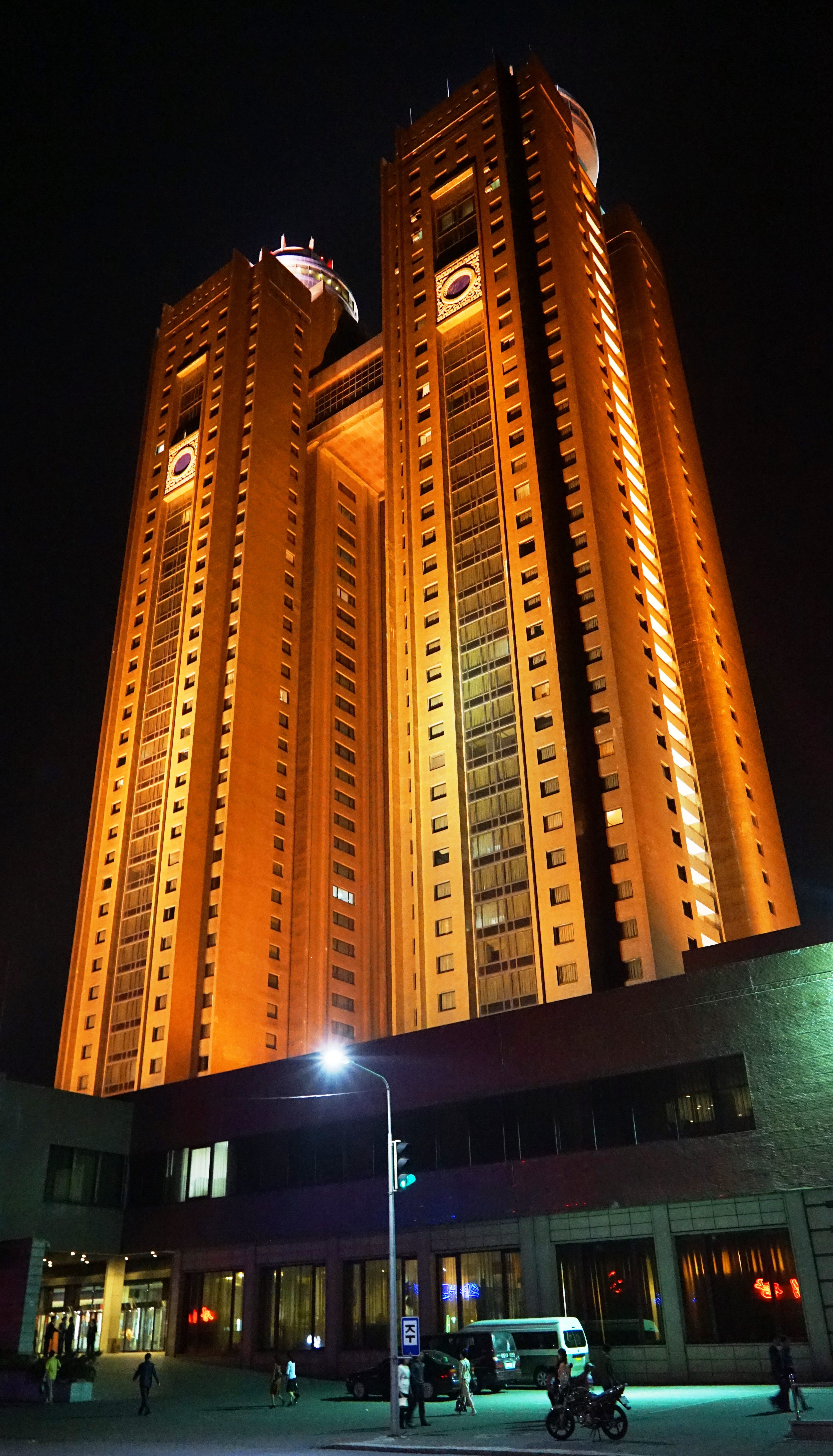
고려 호텔
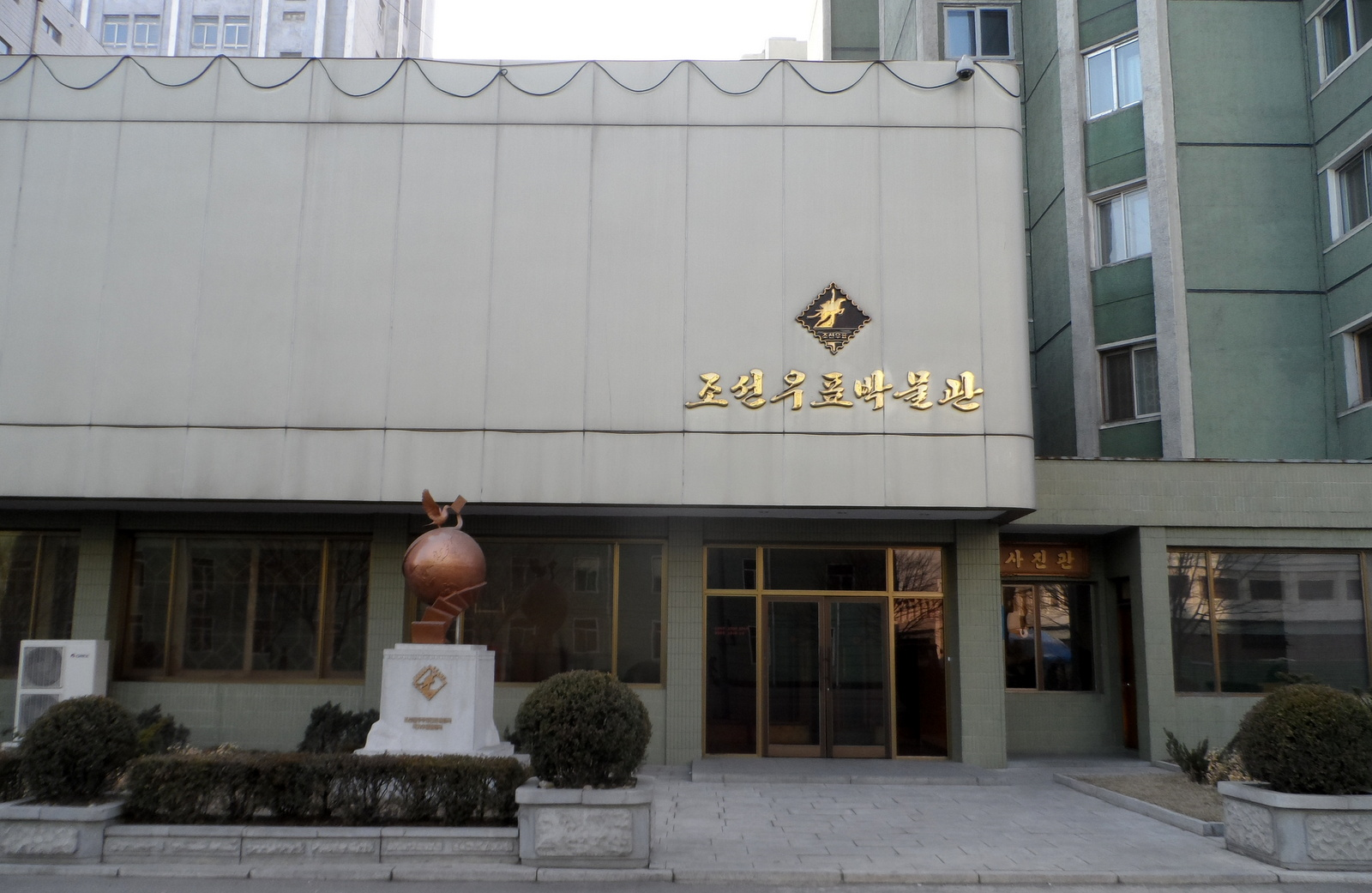
조선우표박물관
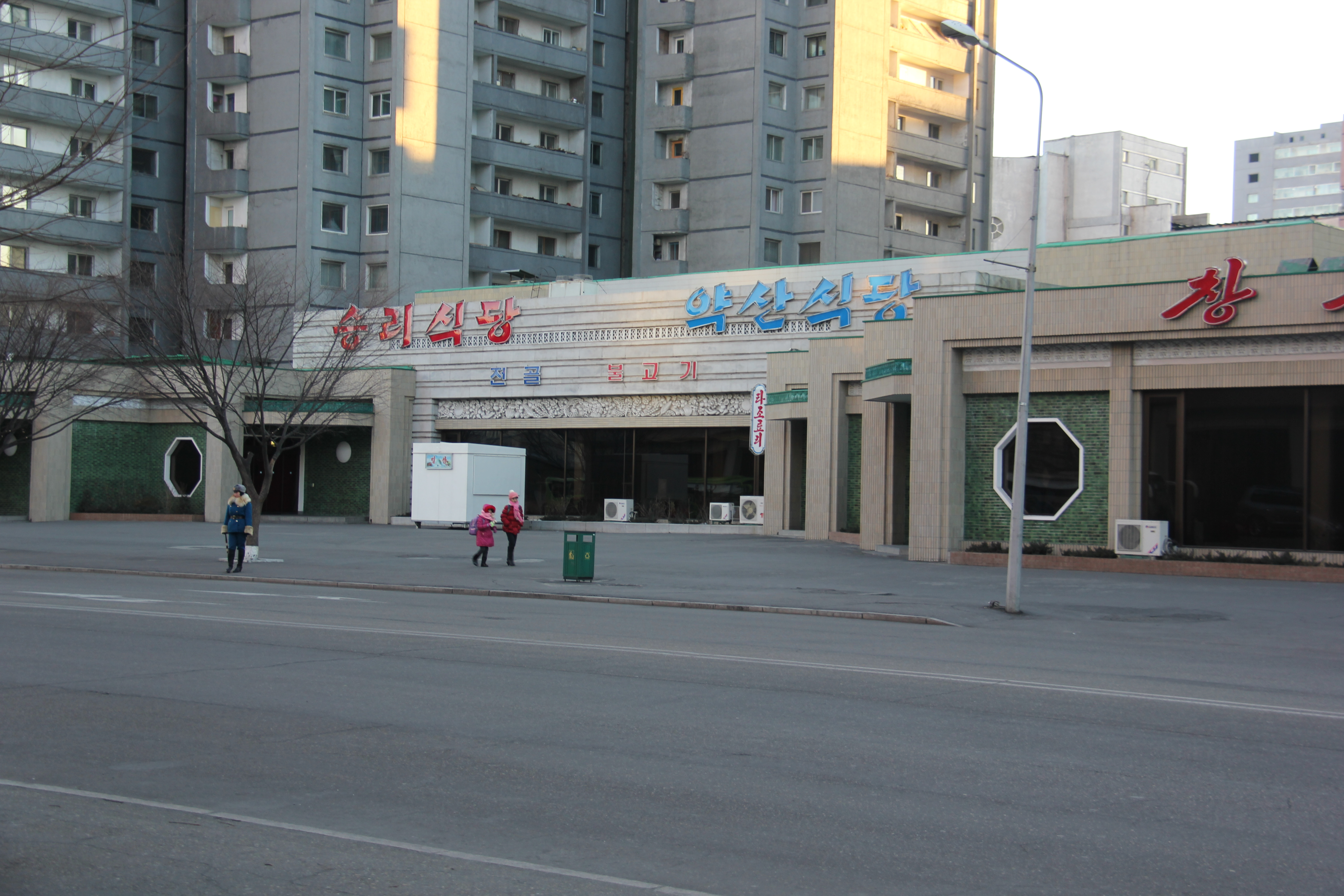
승리식당, 약산식당
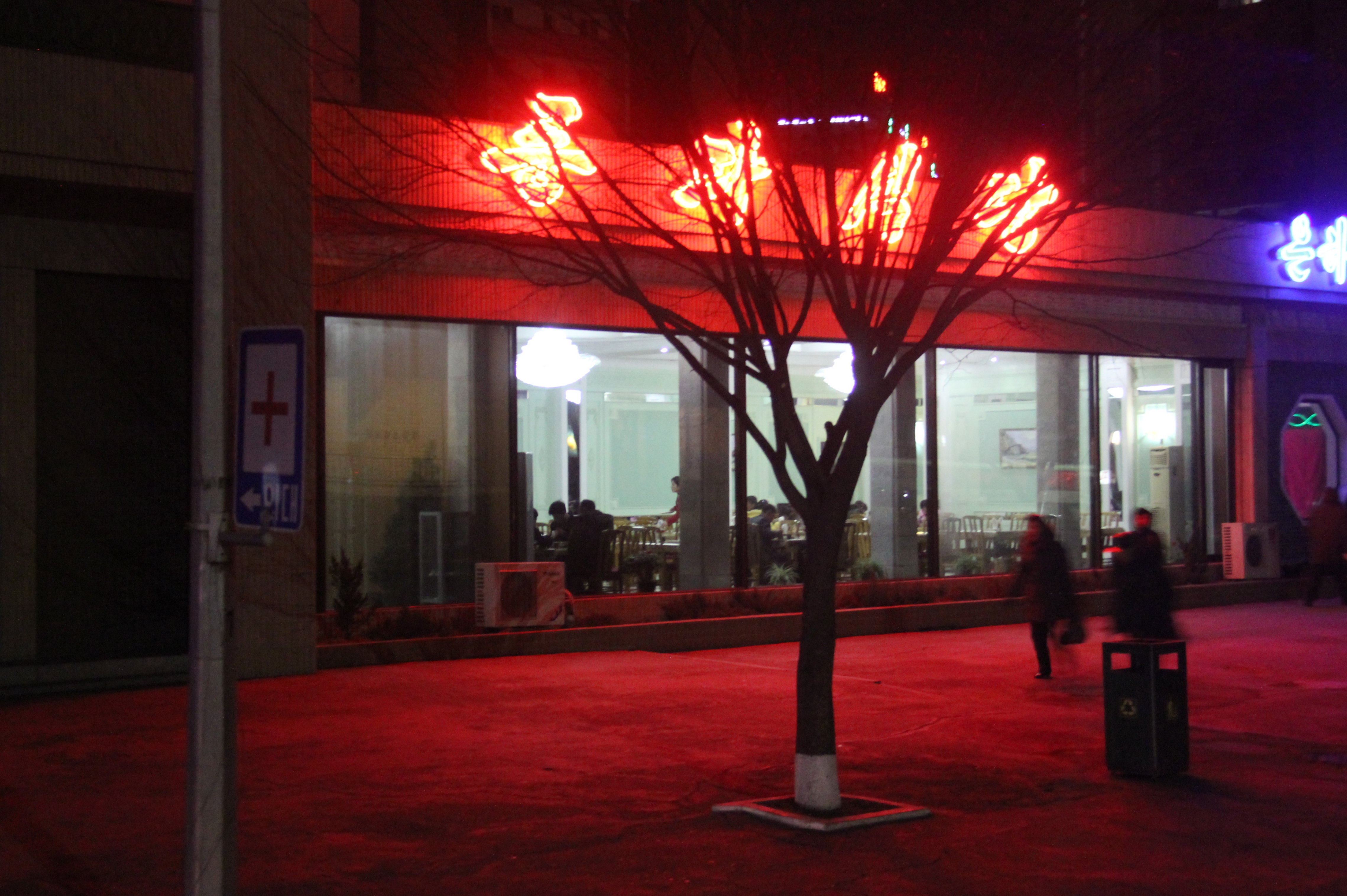
릉라식당